# NGC 1119
NGC 1119 je galaksija u zviježđu Eridan.

## Vanjske poveznice
- SEDS: NGC 1119